# Perla Haney-Jardine
Perla Haney-Jardine (Niterói, 1997. július 17. –) amerikai–brazil színésznő. 
Elsőként Beatrix Kiddo és Bill lányának, B.B.-nek a szerepével vált ismertté a Kill Bill 2. című 2004-es filmben. 2007-ben a Pókember 3. szereplője volt. A 2015-ös Steve Jobs című életrajzi filmben a címszereplő lányát, Lisa Brennan-Jobsot alakította.

## Élete és pályafutása
A brazíliai Niteróiban született, Chusy Haney-Jardine venezuelai filmrendező, és Jennifer MacDonald amerikai színésznő lányaként.

## Filmográfia
| Év   | Magyar cím                 | Eredeti cím                   | Szerep                         | Magyar hang     |
| ---- | -------------------------- | ----------------------------- | ------------------------------ | --------------- |
| 2004 | Kill Bill 2.               | Kill Bill: Volume 2           | B.B.                           | Talmács Márta   |
| 2004 | Kill Bill 2.               | Kill Bill: Volume 2           | B.B.                           | Hermann Lilla   |
| 2005 | Fekete víz                 | Dark Water                    | Natasha Rimsky / fiatal Dahlia |                 |
| 2007 | Pókember 3.                | Spider-Man 3                  | Penny Marko                    |                 |
| 2008 |                            | Anywhere, U.S.A.              | Pearl                          |                 |
| 2008 | Gyilkosság online          | Untraceable                   | Annie Haskins                  | Pekár Adrienn   |
| 2008 | Genova                     | Genova                        | Mary                           | Tamási Nikolett |
| 2009 |                            | Save the Future (rövidfilm)   | Lauduree                       |                 |
| 2012 | Milyen jövő vár?           | Future Weather                | Lauduree                       | Pekár Adrienn   |
| 2015 | Steve Jobs                 | Steve Jobs                    | Lisa Brennan-Jobs              | Czető Zsanett   |
| 2017 |                            | Midnighters                   | Hannah                         |                 |
| 2019 | Volt egyszer egy Hollywood | Once Upon a Time in Hollywood | hippi drogdíler                |                 |